# Norbi Kovács
Norbi Kovács (* 3. července 1968, Šahy) je slovenský kytarista a zpěvák. 
V roce 1992 se odstěhoval do Prahy, kde hrál s mnoha skupinami. V současné době je členem skupiny Ivan Hlas Trio a spolu s Olinem Nejezchlebou hraje v uskupení KYBABU. Je autorem hudby k několika filmům, mezi které patří i U mě dobrý.
V roce 2018 vydal sólové album 13:31.